# (12322) 1992 QW
(12322) 1992 QW es un asteroide perteneciente al cinturón de asteroides, descubierto el 31 de agosto de 1992 por Eleanor F. Helin desde el Observatorio del Monte Palomar, Estados Unidos.

## Designación y nombre
Designado provisionalmente como 1992 QW.

## Características orbitales
(12322) 1992 QW está situado a una distancia media del Sol de 2,247 ua, pudiendo alejarse hasta 2,706 ua y acercarse hasta 1,787 ua. Su excentricidad es 0,205 y la inclinación orbital 5,935 grados. Emplea 1230,04 días en completar una órbita alrededor del Sol.

## Características físicas
La magnitud absoluta de (12322) 1992 QW es 15.64.